# Lestes jurzitzai
Lestes jurzitzai är en trollsländeart som beskrevs av Muzon 1994. Lestes jurzitzai ingår i släktet Lestes och familjen glansflicksländor. Inga underarter finns listade i Catalogue of Life.